# كأسيات الزهر
كأسيَّات الزَّهر أو قاليقنثوسيات أو كأسيات النور (الاسم العلمي: Calycanthaceae)، فصيلة نباتات صغيرة مُزهرة من رتبة الغاريات. تحتوي الفصيلة على ثلاثة أجناس و10 أنواع معروفة،يقتصر وجودها على المناطق المعتدلة والمدارية الدافئة.